# Clio Awards
El Clio Awards es considerado uno de los más famosos premios a la publicidad internacional. Diversos galardones se otorgan, entre ellos: televisión, radio, innovación en los medios de comunicación, diseño, internet o trabajo estudiantil.
Recibe este nombre de la musa griega Clío.

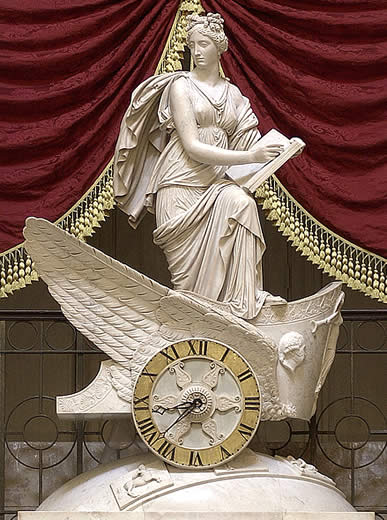
Clio en el Carro de la historia.

Fue creado en 1959 por Wallace A. Ross, para reconocer la excelencia creativa en el campo de la publicidad. A partir de 1965, el acontecimiento se extendió a nivel internacional. La ceremonia de 1991 estuvo plagada de escándalo. Nada más apareció el presentador, dos espontáneos intentaron evitar la continuación del espectáculo - tarea que se hizo más difícil porque faltaba la lista de ganadores.
Después de este suceso, un grupo de inversores con Ruth Ratny a la cabeza, reorganizaron el programa de los premios y finalmente se vendió a una compañía holandesa 'VNU' (ahora llamada 'Nielsen').
Clio tiene uno de los programas más largos en premios de este tipo. En el 2007 recibió unos 19.000 participantes de todo el mundo, y el jurado estuvo compuesto por 110 jueces de 62 nacionalidades.
Los jurados están instruidos en las grandes ideas de los valores de ejecución. El fallo del jurado permite tener más de un galardón de oro, plata o bronce o, a veces, ningún ganador. Si el jurado determina que el ganador de la estatuilla de oro es «el mejor de los mejores», se puede otorgar el Gran Clio. Solo el 1% de los participantes consiguen estos premios, que son entregados en dos actos separados durante el Festival Clio en South Beach, Florida, en mayo.